# امارت رأس‌الخیمه
رأس‌الخیمه یکی از شهرها و شیخ‌نشینهای هفت‌گانهٔ امارات متحده عربی است.

## جغرافیا
رأس الخیمه در ساحل خلیج فارس قرار دارد و طول ساحل آن ۶۴ کیلومتر است؛ و از سمت جنوب و شمال‌شرقی سلطنت عمان قرار دارد، طول داخل رأس‌الخیمه ۱۲۸ کیلومتر و مجموعه مساحت آن ۱٬۶۸۴ کیلومتر مربع می‌باشد. از سمت مغرب سهل ساحلی، و اما قسمت شمال صخری و کوهستانی است و این رشته‌کوه در نزدیکی دهستان شعم به آب‌های خلیج فارس می‌پیوندد؛ و شعم منطقه‌ای حاصلخیز و زراعتی است. یک زبان آبی، شهر رأس‌الخیمه را به دو قسمت نموده‌است؛ قسمت غربی این لسان آبی بنام رأس‌الخیمه معروف است، اما قسمت شرقی این لسان از چند منطقه تشکیل یافته‌است.
نام قدیم رأس‌الخیمه جلفار بوده‌است.

## مناطق و روستاهای توابع رأس الخیمه
- شعم.
- الرمس.
- العربی.
- النخیل.
- الحدیبة.
- المعیرض.
- المعمورة.
- خور الخویر.
- خت.
- جزیرة الحمراء.
- دقداقه.
- الحویلات.
- الخران.
- صفنی.
- شوکه.
- المنیعی.
- مسافی
- صخیبر.
- ظیت.
- جلفار

## آثار باستانی
- آثار حصن الزباء (قصر الزباء).
- قبرستان و آثار شهرتاریخی جلفار.
- قلعه ضایه.
- قلعه رأس الخیمه (موزه ملی).
- منطقه تاریخی شمل.

## وادی‌ها
- وادی البیح.
- وادی الغاف.
- عین خت

## کوه‌ها
- کوه جیص

گردشگاه عین خت در ۳۵ کیلومتری جنوب شرقی شهر رأس الخیمه واقع شده‌است، سرچشمه آب معدنی (آبگرم) در شمال روستای عین خت قرار دارد، هرساله صدها نفر برای درمان بیماری‌های پوستی و روماتیسم به این آبگرم رو می‌آورند.
حاکم امارت رأس الخیمة شیخ سعود بن صقر القاسمی ویکی از اعضاء هفت‌گانه مجلس ملی اتحادی هستند؛ ولی عهد و نائب حاکم شیخ محمد بن سعود بن صقر القاسمی هستند.

## حمله به رأس‌الخیمه

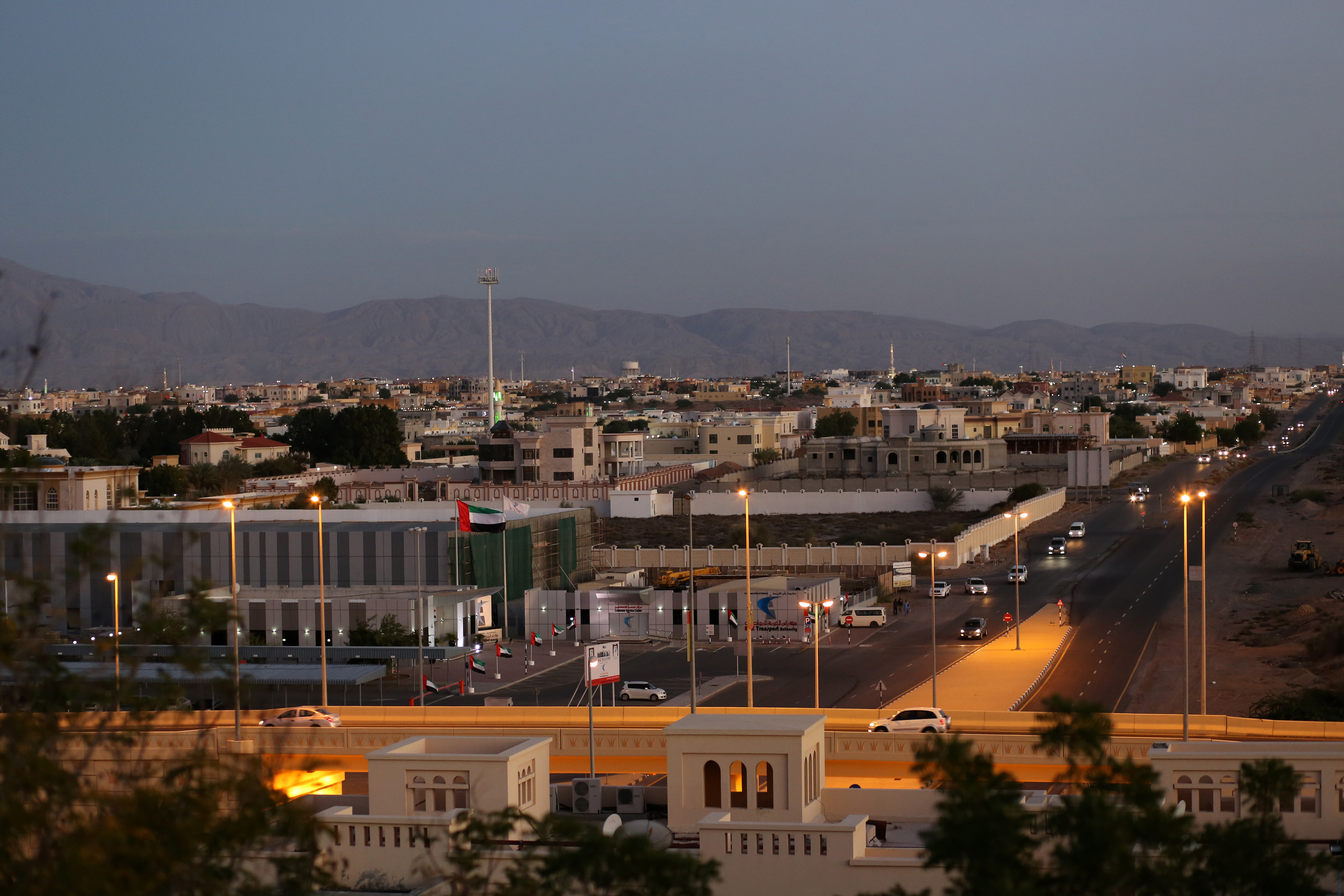
نمایی از رأس الخیمه

در سال ۱۸۰۹ میلادی حکومت بمبئی دسته‌ای از افراد نیروی دریایی را به این ناحیه اعزام داشت تا با همکاری حکمران مسقط به مهاجمان دریازن یورش ببرند. این نیرو در حملهٔ اول خود رأس‌الخیمه یعنی مرکز دریا زنان را ویران کرد و چون این نقطه مرکز عمدهٔ مقاومت دزدان دریایی بود عمل آن‌ها تأثیر قابل ملاحظه‌ای در قلع و قمع و تفرقهٔ دریازنان باقی گذاشت به‌خصوص که توانستند بندر لنگه را نیز از دست آنان خارج سازند و آن را به ویرانی بکشانند.
این اقدامات موقتاً سبب ناامیدی و وحشت دزدان شد ولی اگر ادامه پیدا نمی‌کرد اثر آن منتفی می‌گردید، بنابراین لازم بود در نخستین فرصت ممکن گوشمالی سخت‌تری به آن‌ها داده شود، به همین جهت در سال ۱۸۱۶ مجدداً مراکز دریازنان مورد حمله قرار گرفت و رأس‌الخیمه برای بار دیگر ویران شد و سایر پایگاه‌های آن‌ها به صورت مخروبه‌ای درآمد.